# 高山市立大八小学校
高山市立大八小学校 （たかやましりつ おおはちしょうがっこう）は、かつて岐阜県高山市に存在した公立小学校。

## 概要
- 旧・大野郡大八賀村の小学校であり、校区は松之木・五名・漆垣内・大洞・塩屋・大島・岩井・滝であった。1965年、東小学校〈旧〉と統合し、東小学校の新設により廃校。
- 廃校後、校地校舎は高山市立大八中学校に転用された。現在、跡地は大八グラウンドとなっている。

## 沿革
- 1874年（明治7年） - 大八学校が開校。校区は松之木村、五名村、漆垣内村、大洞村、塩屋村。
- 1875年（明治8年）1月31日 - 大野郡灘郷、大八賀郷のうち23ヶ村[注釈 2]が合併し、大名田村となる。
- 1886年（明治19年） - 大八簡易科小学校に改称する。
- 1888年（明治21年） - 大八尋常小学校に改称する。
- 1892年（明治25年）5月19日 - 大名田村が分立。大名田村[注釈 3]、灘村[注釈 4]、大八賀村[注釈 5]となる。
- 1900年（明治33年） - 大字大島が岩滝尋常小学校校区から大八尋常小学校校区に移る。
- 1902年（明治35年） - 大八尋常高等小学校に改称する。
- 1904年（明治37年）1月 - 農業補習学校を併設。
- 1906年（明治39年）8月 - 岩滝尋常小学校に大八尋常高等小学校の高等科分教場を設置。
- 1908年（明治41年） -
  - 山口尋常小学校、三福寺尋常小学校を統合する。山口分教場、三福寺分教場を設置。
  - 岩滝尋常小学校の高等科分教場を廃止。
- 1925年（大正14年）8月 - 大八賀村字石田に新築（木造2階建）移転。旧校舎の一部を移築。
- 1941年（昭和16年）4月1日 - 大八国民学校に改称する。
- 1947年（昭和22年）4月1日 - 大八賀村立大八小学校に改称する。
- 1950年（昭和25年） - 上野分校を設置。
- 1955年（昭和30年）4月1日 - 大八賀村が高山市に編入される。同時に高山市立大八小学校に改称する。
- 1956年（昭和31年）4月 - 
  - 山口分校、三福寺分校を廃止。
  - 上野分校は独立し、上野小学校となる。
- 1957年（昭和32年） - 校区が変更され、山口は江名子小学校校区、三福寺は東小学校〈旧〉校区に移る。
- 1965年（昭和40年）3月 - 東小学校〈旧〉と統合し、東小学校の新設により廃校。